# Ebefilia
L'ebefilia è una parafilia che si manifesta tramite l'attrazione erotica o romantica nei confronti di individui nello stadio di sviluppo pubescente da parte di un soggetto in un diverso stadio di sviluppo. Formalmente si definisce ebefilia quando la persona desiderata ha uno stadio Tanner 2-3, ossia un'età compresa, grossomodo, fra gli 11 anni e i 14 anni, e il divario d'età con il soggetto è piuttosto marcato. Nel caso in cui la pulsione sia alla base di problemi psicologici o sociali, l'ebefilia rappresenta un disturbo psichiatrico definito disturbo parafilico; v'è, invece, un intenso dibattito riguardo alla definizione di disturbi più specifici definiti disturbo ebefilico o pedo-ebefilico . 

Sebbene vi sia una possibile compresenza di condizioni, l'ebefilia è da distinguersi rispetto alla pedofilia ed all'efebofilia. La maggior parte degli studi, inoltre, non evidenzia una correlazione significativa fra ebefilia ed orientamento sessuale.

L'ebefilia, quando esplicata tramite atti erotici o fruizione di materiale pornografico, costituisce reato nella maggioranza degli stati del mondo.

## Semantica
Il termine ebefilia non è di frequente utilizzo. Questa limitata adozione è in parte attribuibile alla mancanza di consenso nella comunità scientifica riguardo al suo inquadramento come categoria clinica definita. Nonostante ciò, il termine è generalmente accettato anche da coloro che ne contestano la validità come entità clinica. In ambito informale, il termine rimane poco conosciuto e spesso viene confuso con la pedofilia.

### Etimologia
Il termine ebefilia è stato coniato dallo psichiatra statunitense Paul King Benedict , fra il 1950 ed il 1955, dalla fusione delle radici greche-Ἥβη (Hebe - dea della giovinezza) e -φιλία (philia - "amore" radice comunemente usata per indicare le parafilie). Dal nome della dea protettrice della giovinezza deriva anche il termine ebia con il quale ci si riferiva, nell'antica Grecia, al tempo precedente l'età matura, l'efebia (la quale, a seconda del riferimento assunto, poteva essere di 14, 16 o 18 anni).

### Nomenclatura
Non vi sono sinonimi perfetti ma esistono termini che presentano concetti affini, ma non completamente sovrapponibili. adolescentofilia (adolescens -  "in via di sviluppo) e juventofilia (juventus - "giovane") indicano un'attrazione verso individui adolescenti (unendo, quindi, i concetti di ebefilia ed efebofilia); il termine ganyphilia (Ganimede) indica l'attrazione omoerotica verso individui adolescenti.

### Evoluzione semantica
Il Termine venne coniato da Paul King Benedict, psichiatra penitenziario presso il carcere di Sing Sing nell'ambito di varie ricerche sulla natura dei reati sessuali, effettuate fra il 1950 e il 1955 insieme al collega Bernard Glueck Jr., il quale ha formalizzato il termine tramite diversi articoli scientifici. Il termine venne usato per distinguere i detenuti pedofili che avevano perpetuato il reato nei confronti di adolescenti - maschi o femmine - anziché su individui prepuberi. Il termine fu ripreso in diverse ricerche fra gli anni Cinquanta e Ottanta, impiegato con diversi contesti semantici: a volte usato per indicare un generico interesse nei confronti di individui adolescenti, altre volte concepito come corrispettivo femminile del termine "efebofilia", secondo l'accezione originaria proposta dallo psichiatra Magnus Hirschfeld all'inizio del XX secolo, ossia alla preferenza di individui omosessuali verso soggetti in età adolescenziale (13-18 anni). Il termine, scarsamente utilizzato fino agli anni Duemila e relegato a un ambito di ricerca specialistico con limitata produzione scientifica, ha acquisito rilevanza a seguito del suo impiego in ambito forense.

## Caratteristiche

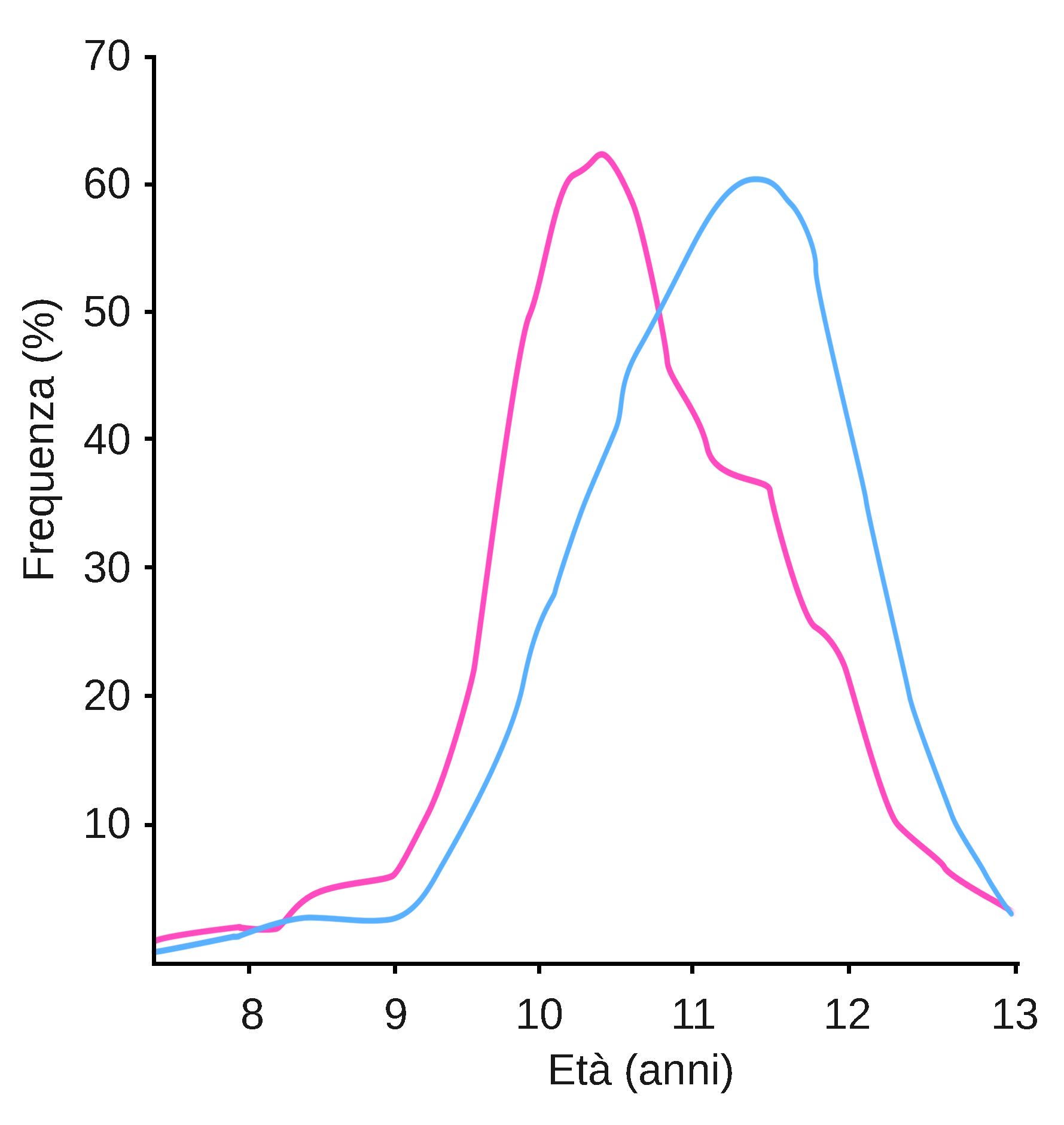
Distribuzione per età dell'insorgenza puberale in soggetti di sesso maschile e femminile.
L'ebefilia è alquanto approssimativa nella determinazione dell'esatta fascia d'età che le compete in quanto l'inizio ed il completamento della pubertà stessa possono variare anche significativamente da persona a persona; in media le ragazze danno il via al processo di pubertà tra i 10 e gli 11 anni, laddove invece le loro controparti maschili la iniziano dagli 11 ai 12

L'ebefilia è una cronofilia, ossia una parafilia di tipo idoneo/stigmatico e obiettivo, in cui un individuo ricerca un partner con un'età sexuo-erotica discordante dalla propria e uno stadio di sviluppo individuato dai gradi 2 e 3 della scala di Tanner. Mediamente si considerando oggetti del desiderio ebefilo individui con un'età compresa fra gli 11 e i 14 anni; è necessario, comunque, sempre valutare lo sviluppo individuale che può essere precoce o tardivo, allargando lo spettro di qualche anno. Studi più approfonditi, inoltre, cercano di dare una definizione ancora più specifica in quanto, spesso, oltre alla sovrapposizione di età esiste anche una sovrapposizione di caratteristiche fisiche, psicologiche e sociali, rendendo il quadro sfumato

Un altro elemento che spesso viene tenuto in considerazione per la valutazione di un'ipotesi di ebefilia, sebbene non possa essere valutato come un indicatore efficace, è la differenza d'età: uno scarto ridotto fra le età del soggetto e dell'oggetto è, infatti, normalmente considerata come indicatore negativo di parafilia (ossia, se v'è una differenza d'età non marcata si tende ad escludere la diagnosi di parafilia).

Un'ultima caratteristica è l'intensità dell'interesse sexuo-erotico. Infatti, è possibile che individui non ebefili possano sperimentare uno sporadico ed effimero interesse verso un o una adolescente ma l'ebefilia è caratterizzata da una spiccata (sebbene non esclusiva) preferenza erotica nel confronto di individui in fase puberale.

I punti focali per la diagnosi di ebefilia sono, dunque:
- Spiccato interesse sexuo-erotico (fisiologico o patologico)
- Stadio di maturazione biologica (tanner 2-3)
- Differenza intergenerazionale

### Eziologia
L'eziologia dell'ebefilia non è nota. Attualmente, si tende a ricercarne le cause in un insieme di fattori biologici, psicologici ed ambientali. In particolare, si ipotizza che il disturbo parafilico ebefilico si realizzi in seguito a eventi traumatici (soventemente in età giovanile) congiuntamente o disgiuntamente a disturbi di personalità e dell'umore.
Diversi studi hanno indagato la correlazione neurologica e psicologica dell'ebefilia, tra cui la strutturazione del cervello umano, il quoziente intellettivo o il rendimento scolastico o, ancora, caratteristiche fisiche quali la statura e lo sviluppo fisico.

Secondo le teorie freudiane, l'attrazione verso individui pubescenti sarebbe associato ad uno stadio edipico incompiuto.

### Epidemiologia
La prevalenza di ebefilia all'interno della popolazione generale continua a rimanere quasi totalmente sconosciuta. Alcuni studi suggeriscono che, tra gli individui attratti da persone di età inferiore ai 18 anni, si riscontra una maggiore prevalenza di preferenze per individui in stadio di sviluppo puberale Tanner 2-3 rispetto a individui in stadio prepuberale Tanner 1; in altri termini, vi sarebbero molti più ebefili che pedofili.

## Condizioni associate

### Parafilie
L'ebefilia può presentarsi, più o meno marcatamente, insieme ad altre cronofilie, in particolare quelle prossime, ossia pedofilia ed efebofilia: esistono, infatti, nomenclature che tendono a definire come un'entità unica le diverse condizioni (es. pedoebefifilia, adolescentofilia, ecc.); le cronofilie associate a fasce d'età progressivamente più avanzate mostrano una riduzione graduale della sovrapposizione con l'ebefilia, fino a giungere a casi sporadici di compresenza tra ebefilia e gerontofilia.

#### Analisi differenziale
Le parafilie pedofilica, ebefilica e l'Efebofilia rappresentano configurazioni psicopatologiche distinte, caratterizzate da una specifica preferenza sessuale per individui in diverse fasi dello sviluppo. È possibile quindi definire, tramite la stadiazione di Tanner:
- Pedofilia: individui prepuberi (stadio Tanner 1)
- Ebefilia: individui in pubertà iniziale o media (stadi Tanner 2 e 3 iniziale)
- Efebofilia: individui in pubertà avanzata o post-puberi (stadi Tanner 3 finale, 4 e 5 iniziale)

Nonostante la chiara distinzione concettuale, la delimitazione tra queste tre parafilie presenta notevoli sfide classificatorie, principalmente riconducibili a due ordini di fattori.

In primo luogo, sebbene la scala di Tanner rappresenti attualmente lo strumento più diffuso e pragmatico per la valutazione dello sviluppo puberale, essa presenta intrinseche limitazioni. Essa, difatti, si basa prevalentemente su caratteristiche morfologiche esterne (sviluppo mammario, sviluppo genitale, peluria), trascurando altri fattori che influenzano l'attrazione, quali le caratteristiche del volto, la maturità psicologica e il contesto sociale.

Un secondo concetto che rende complicata una distinzione netta tra i tre fenomeni è la variabilità nell'esordio puberale: l'età di insorgenza della pubertà presenta, infatti, una significativa variabilità interindividuale, influenzata da fattori genetici, ambientali, etnici e socioeconomici. Pertanto, definire un'età cronologica precisa per l'inizio di ciascuno stadio di Tanner risulta problematico, rendendo ancora più sfumati i confini tra le parafilie. Inoltre, la pubertà è un processo dinamico e continuo, e la rappresentazione discreta ("a stadi") offerta dalla scala di Tanner, pur essendo utile per la standardizzazione, semplifica una transizione graduale e fluida, introducendo una certa approssimazione nella definizione dei confini tra le diverse fasi.

Per tali ragioni è possibile che i confini, non solo siano sfumati ma, non di rado possono presentarsi sovrapposizioni fra le tre cronofilie. Nonostante le difficoltà classificatorie, però, la distinzione tra pedofilia, ebefilia ed efebofilia riveste una cruciale importanza per ragioni mediche, sociali e giurisprudenziali. Diverse fonti, infatti, sottolineano l'importanza di una definizione precisa e condivisa e di una profilazione socio-psicologica al fine di implementare strategie efficaci in contesti clinici, sociali e forensi.

### Orientamento sessuale
Omosessuale
     Eterosessuale

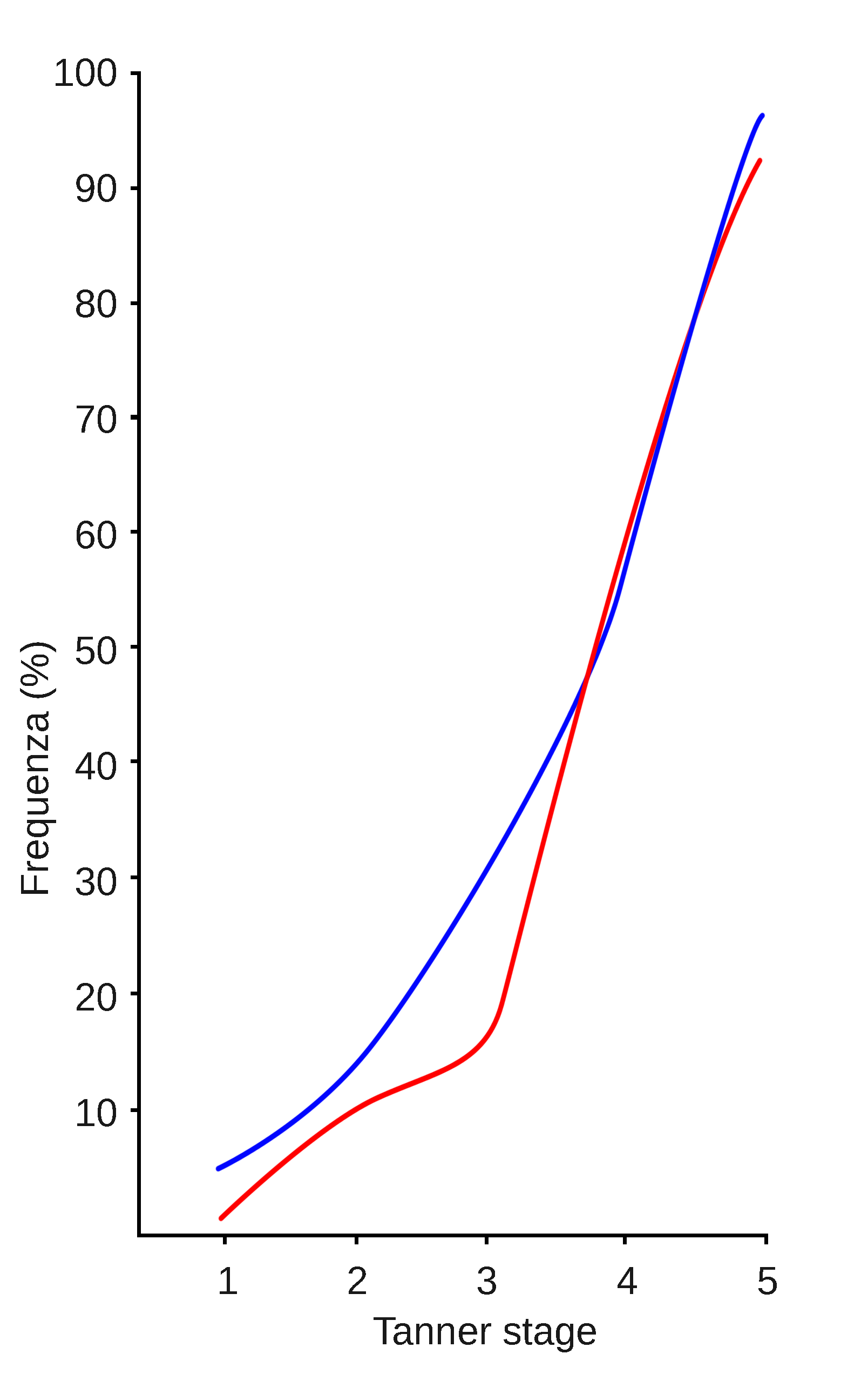
Relazione fra orientamento sessuale e interesse nelle diverse fasce d'età (scala Tanner)
Omosessuale
Eterosessuale

La relazione tra ebefilia e orientamento sessuale è un tema complesso e controverso, oggetto di dibattito scientifico e sociale. In passato, gli studi sulla pedofilia tendevano a enfatizzare erroneamente la correlazione tra autori di abusi e uomini omosessuali, sovrastimando la frequenza di tale connessione e descrivendo gli abusi come particolarmente gravi o traumatici. Attualmente, al contrario, le fonti più accreditate tendono ad escludere una correlazione diretta fra omosessualità ed ebefilia evidenziando, altresì, in questi individui una maggiore fluidità di orientamento (bisessualità o pansessualità) rispetto alle persone con attrazione esclusiva per gli adulti

## Disturbo parafilico
L'ebefilia è una parafilia, ossia un intenso e persistente interesse sessuale diverso dall’interesse sessuale per la stimolazione genitale o i preliminari sessuali. La parafilia è una caratteristica fisiologica della psiche sessuale umana ma può tramutarsi in un disturbo parafilico, ossia in una condizione patologica, quando l'impulso sessuale è incoercibile e rappresenta un problema materiale, psicologico o sociale per l'individuo. L'interesse sessuale o romantico nei confronti di soggetti con età inferiore ai 12-14 anni, ossia una possibile fascia di interesse per gli individui ebefili, non è socialmente accettato nella maggior parte degli stati mondiali , rendendo, quindi, ogni individuo che intraprende azioni concrete volte al perseguimento di tale interesse (atti erotici o fruizione di pornografia) un probabile soggetto con disturbo parafilico. Quando l'individuo manifesta tale interesse ma non prova un impulso incoercibile alla sua attuazione, si profila l'eventualità di una semplice parafilia a carattere non patologico.

### Disturbi ebefilo e pedo-ebefilo
Il disturbo ebefilo e il disturbo pedo-ebefilo sono due entità diagnostiche dibattute. La validazione di queste come entità nosologiche specifiche, infatti, è una questione aperta e complessa. Le fonti più autorevoli, attualmente, tendono a non riconoscere un disturbo ebefilico come entità a sè stante, limitandosi a descrivere un disturbo pedofilico dai confini sfumati, definendo una segmentazione discreta del limite di età ai 13 anni (DSM 5) o alla fine della fase prepuberale (ICD 11)

## Giurisprudenza
Il quadro giuridico dell'ebefilia presenta una complessità notevole, caratterizzata da una varietà di approcci normativi tra le diverse giurisdizioni e, talvolta, all'interno di uno stesso stato a causa di differenze legislative a livello regionale, lacune normative e altre variabili.
L'ebefilia, intesa come mera attrazione sessuale verso individui in età puberale, non è di per sé sanzionata penalmente in alcuna giurisdizione del mondo. Tuttavia, la diagnosi di ebefilia, anche in assenza di comportamenti concreti quali molestie o produzione/consumo di materiale pedopornografico, può assumere rilevanza in ambito forense. In alcune giurisdizioni sussiste l'obbligo o la facoltà per gli operatori sanitari di segnalare alle autorità competenti i casi di ebefilia, anche in assenza di un reato consumato(ma in presenza di un rischio; tale informazione può essere utilizzata come elemento probatorio o giustificativo per limitare libertà di un individuo al fine di prevenire potenziali pericoli per i minori. 

Il disturbo parafilico ebefilico è invece penalmente rilevante nella maggior parte degli stati. Ciò è dovuto al fatto che l'età del consenso sessuale nella maggior parte delle giurisdizioni è fissata tra i 14 e i 16 anni. Tuttavia, esistono eccezioni in cui l'età del consenso è inferiore (13 o 12 anni) o in cui il consenso è subordinato ad altri fattori, come il menarca, l'adrenarca, il matrimonio o l'orientamento sessuale.

### Europa
In Europa l'età del consenso varia, a seconda degli stati, fra i 14 e i 18 anni. Il disturbo parafilico di ebefilia, ossia l'attuazione di azioni concrete (atti erotici, fruizione di materiale pornografico) è punito, dunque, su tutto il territorio europeo.

La diagnosi di ebefilia in assenza di rischi concreti di attuazione delle fantasie erotiche su minori non è soggetta ad obbligo di segnalazione in nessuno stato del territorio Europeo. La Direttiva Europea 2011/93/UE e la convenzione di Lanzarote stabiliscono linee guida comuni sulla protezione dei minori, incluso l'obbligo di segnalare il rischio imminente di abuso o altre minacce a minori, delegando la disciplina della materia alle leggi nazionali.

### Stati uniti
Negli Stati Uniti l'Età del consenso varia, a seconda degli stati, fra i 16 e i 18 anni. Il disturbo parafilico di ebefilia, ossia l'attuazione di azioni concrete (atti erotici, fruizione di materiale pornografico) è punito, dunque, su tutto il territorio statunitense.

La diagnosi di ebefilia presenta una complessità e una varietà di implicazioni in ambito giudiziario. L'interesse forense verso tale diagnosi è emerso nel 2009 con il caso "United States v. Carta". In tale circostanza, la diagnosi di ebefilia ha condotto all'applicazione del civil commitment (misura restrittiva analoga al trattamento sanitario obbligatorio) in ragione del rischio concreto di reiterazione di abusi sessuali su minori. Attualmente, la giurisprudenza dei diversi tribunali statali presenta orientamenti difformi in relazione all'accettabilità della diagnosi di ebefilia quale elemento probatorio sufficiente per l'applicazione di misure di tutela dei minori. Alcuni tribunali riconoscono tale diagnosi come valida ai fini dell'attivazione di leggi di protezione, mentre altri tribunali contestano tale validità..

## Controversie
L'ebefilia è oggetto di un intenso dibattito, tanto in ambito scientifico, circa la sua definizione nosologica, quanto sul piano etico e giuridico. Attualmente, le proposte di implementazione dell'ebefilia come entità diagnostica patologica nelle classificazioni ufficiali è stata respinta per mancanza di sufficienti evidenze scientifiche.

### Dibattito scientifico
La classificazione nosografica dell'ebefilia è dibattuta fra chi sostiene che sia una variazione della norma (normofilia) oppure una condizione divergente (parafilia).

A sostegno della tesi che l'ebefilia possa rientrare in un continuum di normalità, alcuni studiosi sottolineano come l'attrazione sessuale verso partner più giovani sia un fenomeno diffuso e transculturale, presente in diverse epoche storiche e contesti sociali. Tale preferenza sarebbe legata a fattori biologici ed evoluzionistici, come il picco di fertilità e di bellezza associato all'età puberale. Un ulteriore elemento a supporto di questa prospettiva è rappresentato dall'influenza dei media e della cultura contemporanea, che tendono a iper-sessualizzare l'immagine degli adolescenti. Di conseguenza, l'attrazione verso gli individui pubescenti potrebbe essere considerata una manifestazione fisiologica dell'istinto sessuale umano, piuttosto che una deviazione patologica.

Coloro che sostengono la natura parafilica dell'ebefilia, divergente dalla norma, pongono in evidenza come i dati disponibili siano prevalentemente relativi a soggetti di sesso maschile. Essi contestano la validità dell'ipotesi di un vantaggio evolutivo per le femmine e sottolineano come i dati relativi alla fertilità risultino in contrasto con tale tesi.
Alcuni sostenitori della natura parafilica dell'ebefilia propongono, inoltre, l'istituzione di una categoria diagnostica specifica, denominata disturbo pedoebefilico. Tale entità nosografica andrebbe a estendere lo spettro del disturbo pedofilico fino all'età di 14 anni, postulando una contiguità tra ebefilia e pedofilia. I detrattori affermano che si correrebbe il rischio di patologizzare un'attrazione per adolescenti in fase puberale, considerata da alcuni come parte della normale variazione dell'attrazione sessuale.

### Dibattito giuridico
L'inquadramento diagnostico dell'ebefilia presenta potenziali implicazioni giuridiche di ampia portata. La validazione della natura patologica dell'attrazione verso gli adolescenti e la sua equiparazione all'attrazione per i bambini prepuberi potrebbero condurre, in alcune giurisdizioni, all'implementazione di misure preventive di tutela dei minori.

I sostenitori di tale approccio argomentano che tale distinzione favorirebbe una diagnosi più precisa e una gestione clinica e giuridica più efficace, limitando al contempo un utilizzo inappropriato e discrezionale del concetto di pedofilia in ambito forense..

Tuttavia, i detrattori di questa tesi sostengono che la definizione dell'ebefilia come disturbo psichiatrico potrebbe generare una sovradiagnosi e una medicalizzazione eccessive, in assenza di una solida base clinica. Essi paventano un utilizzo improprio di tale diagnosi in contesti forensi, con la conseguente stigmatizzazione di individui non affetti da una reale condizione clinica, nonché la giustificazione di misure di sorveglianza e trattamenti obbligatori in assenza di reati commessi. Inoltre, essi evidenziano il rischio di falsi positivi (diagnosi di ebefilia in individui che hanno commesso reati su adolescenti per opportunità, senza una vera preferenza parafilica) e falsi negativi (mancata diagnosi in individui con una vera preferenza ebefilica che non hanno ancora agito).

## Cultura popolare

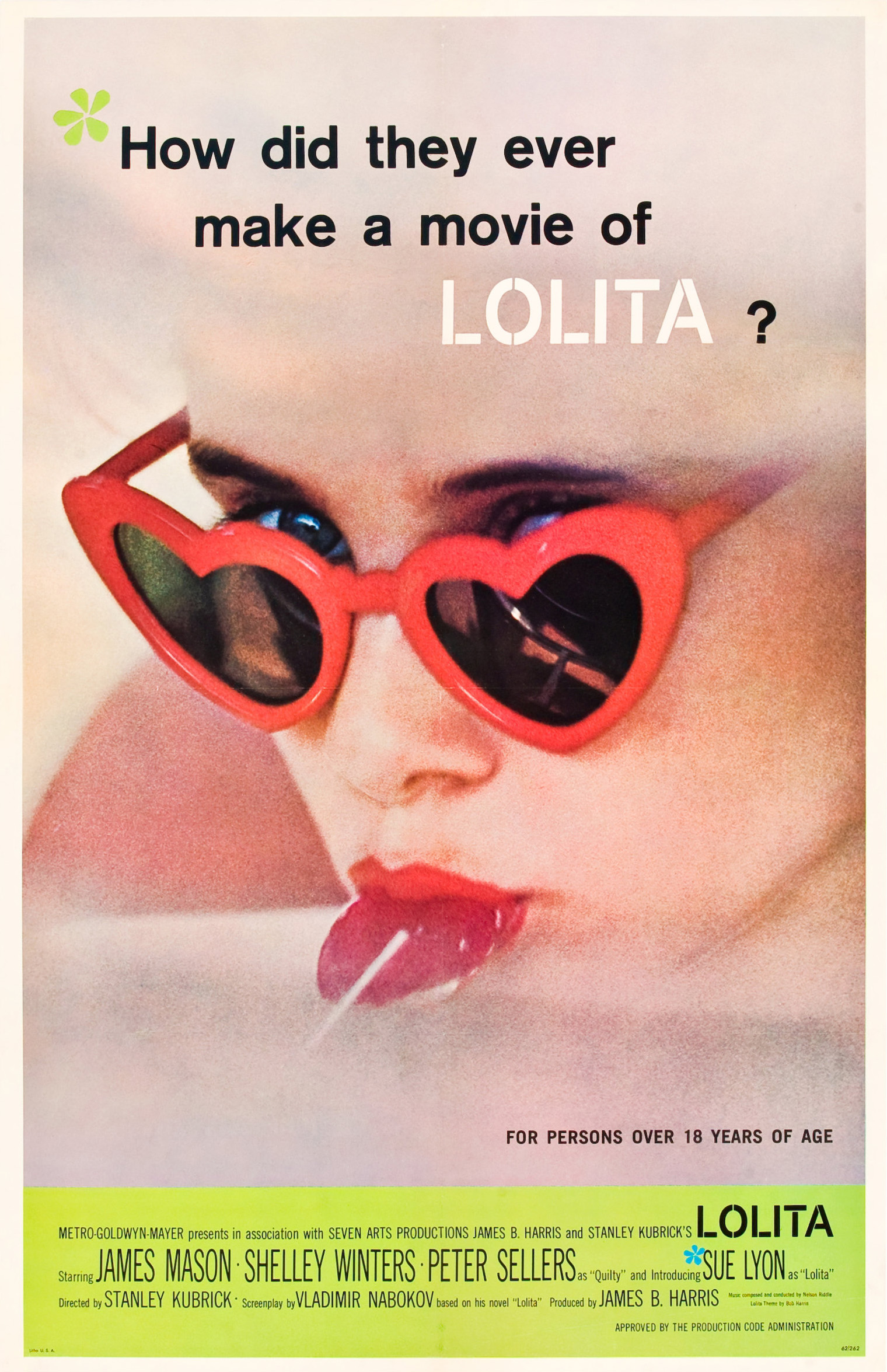
Locandina del film Lolita di Stanley Kubrick.

L'ebefilia è un tema raramente affrontato in modo esplicito nelle opere di narrativa.

### Letteratura
- Lolita (Vladimir Nabokov, 1955): l'opera narra il rapporto ambiguo e travagliato di Humbert Humbert, un uomo di mezza età con Dolores Haze, una dodicenne che lui soprannomina "Lolita".

### Cinema
- Lolita (Stanley Kubrick, 1962): tratto dal romanzo omonimo di Vladimir Nabokov.
- Lolita (Adrian Lyne, 1997): remake del film di Stanley Kubrick.

### Annotazioni
1. ↑  Termini utilizzati principalmente nella lingua ceca e nella lingua spagnola.
2. ↑  Parafilie in cui il partner deve avere delle caratteristiche marcatamente differenti, circoscritte e inconsciamente stigmatizzate rispetto al concetto trasmesso del partner sessuale o romantico ideale.
3. ↑  Parafilie in cui l'oggetto dell'interesse è un obiettivo reale (persona o oggetto), in contrapposizione con le parafilie eventuali, ossia in cui l'oggetto del desiderio è un'attività.
4. ↑  Le evidenze antecedenti agli anni novanta del XX secolo spesso sovrapponevano pedofilia ed ebefilia: i dati, quindi, sono da analizzare in quest'ottica.

### Fonti
1. ↑  (EN) Hebephilia, su britannica.com. URL consultato l'8 gennaio 2025.
2. ↑  (EN) Hebephilia, su psychologytoday.com. URL consultato l'8 gennaio 2025.
3. 1 2  (EN) Raymond Hames e Ray Blanchard, Anthropological Data Regarding the Adaptiveness of Hebephilia, in Archives of Sexual Behavior, vol. 41, n. 4, 2012-08,  pp. 745-747, DOI:10.1007/s10508-012-9972-0. URL consultato l'8 gennaio 2025.
4. ↑   Panoramica sulle parafilie e sui disturbi parafilici, su Manuali MSD Edizione Professionisti. URL consultato l'8 gennaio 2025.
5. 1 2 3  (EN) Charles Moser, When Is an Unusual Sexual Interest a Mental Disorder?, in Archives of Sexual Behavior, vol. 38, n. 3, 1º giugno 2009,  pp. 323-325, DOI:10.1007/s10508-008-9436-8. URL consultato il 26 gennaio 2025.
6. 1 2  (DE) K. Beier, T. Amelung e L. Kuhle, Hebephilia as a Sexual Disorder, in Fortschritte der Neurologie · Psychiatrie, vol. 83, n. 02, 27 febbraio 2015,  pp. e1–e9, DOI:10.1055/s-0034-1398960. URL consultato l'8 gennaio 2025.
7. 1 2   CP Ewing, Justice Perverted:Sex Offense Law, Psychology, and Public Policy: Sex Offense Law, Psychology, and Public Policy, Oxford University Press, 2011,  pp.  28–32, ISBN 0-19-973267-1.
8. 1 2 3  (EN) Robert Prentky e Howard Barbaree, Commentary: Hebephilia—A Would-be Paraphilia Caught in the Twilight Zone Between Prepubescence and Adulthood, in Journal of the American Academy of Psychiatry and the Law Online, vol. 39, n. 4, 1º dicembre 2011,  pp. 506-510. URL consultato il 26 gennaio 2025.
9. 1 2  (EN) Heterosexual Aversion in Homosexual Males, su The British Journal of Psychiatry, vol. 122, 1973-02,  pp. 163-169. URL consultato il 26 gennaio 2025.
10. 1 2  (EN) Alice Dreger, Do Gay Men Have More Sexual Interest in Children?. URL consultato il 19 gennaio 2025.
11. ↑   Age of Consent by Country 2024, su worldpopulationreview.com. URL consultato l'8 gennaio 2025.
12. 1 2  (EN) Diederik F. Janssen, ‘Chronophilia’: Entries of Erotic Age Preference into Descriptive Psychopathology, in Medical History, vol. 59, n. 4, 2015-10,  pp. 575-598, DOI:10.1017/mdh.2015.47. URL consultato il 12 gennaio 2025.
13. 1 2   Adrian Powell, Paedophiles, child abuse and the internet: a practical guide to identification, action and prevention, Radcliffe Publ, 2007, ISBN 978-1-85775-774-3.
14. 1 2 3 4  (EN) Karen Franklin, Hebephilia: Quintessence of diagnostic pretextuality, in Behavioral Sciences & the Law, vol. 28, n. 6, 2010-11,  pp. 751-768, DOI:10.1002/bsl.934. URL consultato il 6 febbraio 2025.
15. ↑   A Powell, Paedophiles, Child Abuse and the Internet: A Practical Guide to Identification, Action and Prevention, Radcliffe Publishing, 2007,  pp.  4–5, ISBN 1-85775-774-2.
16. ↑   Efebia, su Treccani. URL consultato il 27 gennaio 2025.
17. ↑  (EN) James L. Nash, Ganyphilia: Etiologic and Psychotherapeutic Concepts, in The Journal of Psychotherapy Practice and Research, vol. 1, n. 3, 1992 Summer,  p. 237. URL consultato il 12 gennaio 2025.
18. ↑   E. F. Hammer e B. C. Glueck, Psychodynamic patterns in sex offender. I. Fear of the adult female sex object and feelings of genital inadequacy, in Proceedings of the Annual Meeting of the American Psychopathological Association, 1955,  pp. 157-168. URL consultato il 12 gennaio 2025.
19. ↑  (EN) Emanuel F. Hammer e Bernard C. Glueck, Psychodynamic patterns in sex offenders: A four-factor theory, in The Psychiatric Quarterly, vol. 31, n. 1, 1º gennaio 1957,  pp. 325-345, DOI:10.1007/BF01568731. URL consultato il 6 febbraio 2025.
20. 1 2  (EN) United States v. Carta (2009), su Findlaw. URL consultato il 6 febbraio 2025.
21. ↑  (EN) Anastasios Papadimitriou, Soula Pantsiotou e Konstandinos Douros, Timing of Pubertal Onset in Girls: Evidence for Non-Gaussian Distribution, in The Journal of Clinical Endocrinology & Metabolism, vol. 93, n. 11, 2008-11,  pp. 4422-4425, DOI:10.1210/jc.2008-0661. URL consultato il 24 gennaio 2025.
22. ↑   Robert V. Kail, Human development: a life-span view, 5th ed, Wadsworth Cengage Learning, 2010, ISBN 978-0-495-60037-4.
23. ↑  (EN) Dorit Grundmann, Jurian Krupp e Gerold Scherner, Stability of Self-Reported Arousal to Sexual Fantasies Involving Children in a Clinical Sample of Pedophiles and Hebephiles, in Archives of Sexual Behavior, vol. 45, n. 5, 1º luglio 2016,  pp. 1153-1162, DOI:10.1007/s10508-016-0729-z. URL consultato il 12 gennaio 2025.
24. ↑   Mickey Emmanuel e Brooke R. Bokor, Tanner Stages, StatPearls Publishing, 2025. URL consultato il 12 gennaio 2025.
25. 1 2   Rebecca Lievesley e Craig A. Harper, The interaction between perceived chronological age and physical sexual development in attractiveness judgements made by people who are attracted to children, in Psychology & Sexuality, vol. 15, n. 4, 1º ottobre 2024,  pp. 623-644, DOI:10.1080/19419899.2024.2321149. URL consultato il 26 gennaio 2025.
26. ↑   Bruce Rind, Social Response to Age-Gap Sex Involving Minors (XML), in Boyhood Studies, vol. 4, n. 2, 1º settembre 2010,  pp. 113-125, DOI:10.3149/thy.0402.113. URL consultato il 13 gennaio 2025.
27. ↑  Money, capitolo 10, p. 72.
28. ↑  (EN) Hebephilia: Definition, Causes, Treatments, su E-Counseling.com, 23 settembre 2024. URL consultato il 19 gennaio 2025.
29. ↑  (DE) K. Beier, T. Amelung e L. Kuhle, Hebephilie als sexuelle Störung, in Fortschritte der Neurologie · Psychiatrie, vol. 81, n. 03, 20 marzo 2013,  pp. 128-137, DOI:10.1055/s-0032-1330539. URL consultato il 6 febbraio 2025.
30. ↑   James M. Cantor e Ray Blanchard, White Matter Volumes in Pedophiles, Hebephiles, and Teleiophiles, in Archives of Sexual Behavior, vol. 41, n. 4, 2012,  pp. 749-752, DOI:10.1007/s10508-012-9954-2, ISSN 0004-0002 (WC · ACNP).
31. ↑  (EN) James M. Cantor, Ray Blanchard e Bruce K. Christensen, Intelligence, Memory, and Handedness in Pedophilia., in Neuropsychology, vol. 18, n. 1, 2004,  pp. 3-14, DOI:10.1037/0894-4105.18.1.3. URL consultato il 27 gennaio 2025.
32. ↑   J. M. Cantor, M. E. Kuban, T. Blak, P. E. Klassen, R. Dickey e R. Blanchard, Grade Failure and Special Education Placement in Sexual Offenders' Educational Histories, in Archives of Sexual Behavior, vol. 35, n. 6, 2006,  pp. 743-751, DOI:10.1007/s10508-006-9018-6, PMID 16708284.
33. ↑   J. M. Cantor, M. E. Kuban, T. Blak, P. E. Klassen, R. Dickey e R. Blanchard, Physical Height in Pedophilic and Hebephilic Sexual Offenders, in Sexual Abuse: A Journal of Research and Treatment, vol. 19, n. 4, 2007,  pp. 395-407, DOI:10.1007/s11194-007-9060-5, PMID 17952597.
34. ↑   Fiona Dyshniku, Michelle E. Murray, Rachel L. Fazio, Amy D. Lykins e James M. Cantor, Minor Physical Anomalies as a Window into the Prenatal Origins of Pedophilia, in Archives of Sexual Behavior, vol. 44, n. 8, 2015,  pp. 2151-2159, DOI:10.1007/s10508-015-0564-7, ISSN 0004-0002 (WC · ACNP), PMID 26058490.
35. ↑   Vicky Larasita, Latifa Dinar e Nungki Heriyati, The lost oedipal stage of Humbert Humbert in Nabokov’s Lolita.
36. ↑   PH Gebhard, Gagnon JH, Pomeroy WB e Christenson CV, Sex offenders: An analysis of types, New York, Harper & Row, 1965.
37. ↑   L. H. Studer, A. S. Aylwin, S. R. Clelland, J. R. Reddon e R. R. Frenzel, Primary erotic preference in a group of child molesters, in International Journal of Law and Psychiatry, vol. 25, n. 2, 2002,  pp. 173-180, DOI:10.1016/s0160-2527(01)00111-x, PMID 12071103.
38. ↑   F Bernard, An enquiry among a group of pedophiles, in The Journal of Sex Research, vol. 11, n. 3, 1975,  pp. 242-255, DOI:10.1080/00224497509550899, JSTOR 3811479.
39. ↑   G. D. Wilson e D. N. Cox, Personality of paedophile club members, in Personality and Individual Differences, vol. 4, n. 3, 1983,  pp. 323-329, DOI:10.1016/0191-8869(83)90154-X.
40. ↑  (EN) Ray Blanchard, Amy D. Lykins e Diane Wherrett, Pedophilia, Hebephilia, and the DSM-V, in Archives of Sexual Behavior, vol. 38, n. 3, 1º giugno 2009,  pp. 335-350, DOI:10.1007/s10508-008-9399-9. URL consultato il 19 gennaio 2025.
41. ↑   Cinzia Niolu e Emanuela Bianciardi, Le nuove tassonomie dei disturbi sessuali, in Nóos, 2017Gennaio-Aprile, 1º gennaio 2017, DOI:10.1722/2780.28046. URL consultato il 13 gennaio 2025.
42. ↑   Jean-Claude Monfort, Véronique Villemur e Anne-Marie Lezy, From paedophilia to gerontophilia, in The Lancet, 2011-01,  p. 300. URL consultato il 30 gennaio 2024.
43. ↑  (EN) Mark A. Espeland, Dianne Gallagher e Grethe S. Tell, Reliability of Tanner stage assessments in a multi‐center study, in American Journal of Human Biology, vol. 2, n. 5, 1990-01,  pp. 503-510, DOI:10.1002/ajhb.1310020506. URL consultato il 27 gennaio 2025.
44. ↑   Madeleine Bennett, Danielle Arlanda Harris e Kelly Richards, ‘Any male victim?’ The legacy of conflating paedophilia and homosexuality and the differential seriousness of sexual abuse by victim gender, in Psychiatry, Psychology and Law, 23 ottobre 2023, DOI:10.1080/13218719.2023.2280519. URL consultato il 19 gennaio 2025.
45. ↑   Kurt Freund, Robin Watson e Douglas Rienzo, Heterosexuality, homosexuality, and erotic age preference, in The Journal of Sex Research, vol. 26, 1º febbraio 1989, DOI:10.1080/00224498909551494. URL consultato il 19 gennaio 2025.
46. ↑   J. M. Bailey, K. J. Hsu e P. A. Bernhard, An Internet study of men sexually attracted to children: Sexual attraction patterns, in Journal of Abnormal Psychology, vol. 125, n. 7, 2016,  pp. 976-988, DOI:10.1037/abn0000212, PMID 27732027.
47. ↑   Parafilia Archivi, su State of Mind. URL consultato il 26 gennaio 2025.
48. ↑  (EN) Age of Consent by Country 2025, su Data Pandas. URL consultato il 26 gennaio 2025.
49. ↑   Ole Martin Moen, The ethics of pedophilia, in Etikk i praksis - Nordic Journal of Applied Ethics, n. 1, 9 maggio 2015,  pp. 111-124, DOI:10.5324/eip.v9i1.1718. URL consultato il 26 gennaio 2025.
50. ↑   Diagnostic and Statistical Manual of Mental Disorders, 5th Edition, su dsm.psychiatryonline.org, American Psychiatric Publishing, 2013. URL consultato il 25 luglio 2013.
51. ↑   ICD-11 for Mortality and Morbidity Statistics, su icd.who.int, World Health Organization/ICD-11, 2018,  See section 6D32 Pedophilic disorder. URL consultato il 7 luglio 2018.
«Pedophilic disorder is characterized by a sustained, focused, and intense pattern of sexual arousal—as manifested by persistent sexual thoughts, fantasies, urges, or behaviours—involving pre-pubertal children. In addition, in order for Pedophilic Disorder to be diagnosed, the individual must have acted on these thoughts, fantasies or urges or be markedly distressed by them. This diagnosis does not apply to sexual behaviours among pre- or post-pubertal children with peers who are close in age.»
52. ↑  (EN) Consent for sexual activity with an adult, su fra.europa.eu, 14 novembre 2017. URL consultato il 5 febbraio 2025.
53. ↑  (EN) Age of consent by country in Europe, su jakubmarian.com. URL consultato il 5 febbraio 2025.
54. ↑  (EN) Lotta contro gli abusi sessuali compiuti sui minori, su eur-lex.europa.eu. URL consultato il 5 febbraio 2025.
55. ↑  (EN) Age of consent, su LII / Legal Information Institute. URL consultato il 6 febbraio 2025.
56. 1 2   J. M. Fabian, Diagnosing and litigating hebephilia in sexually violent predator civil commitment proceedings, in The journal of the American Academy of Psychiatry and the Law, vol. 39, n. 4, 2011,  pp. 496-505, PMID 22159977.
57. ↑   K Franklin, Forensic Psychiatrists Vote No on Proposed Paraphilias, in Psychiatric Times, vol. 27, n. 12, 2011.
58. ↑   R. Blanchard, Reply to Letters Regarding Pedophilia, Hebephilia, and the DSM-V (letter to the editor), in Archives of Sexual Behavior, vol. 38, n. 3, 2008,  pp. 331-334, DOI:10.1007/s10508-008-9427-9.
59. ↑   G. Declue, Should Hebephilia be a Mental Disorder? A Reply to Blanchard et al. (2008), in Archives of Sexual Behavior, vol. 38, n. 3, 2008,  pp. 317–318; author 318 331–318, DOI:10.1007/s10508-008-9422-1, PMID 18925429.
60. ↑   P. Tromovitch, Manufacturing Mental Disorder by Pathologizing Erotic Age Orientation: A Comment on Blanchard et al. (2008), in Archives of Sexual Behavior, vol. 38, n. 3, 2008,  pp. 328; author reply 331–4, DOI:10.1007/s10508-008-9426-x, PMID 18923890.
61. ↑   J. Plaud, Are there "hebephiles" among us? A response to Blanchard et al. (2008) (letter to the editor) (PDF), in Archives of Sexual Behavior, vol. 38, n. 3, 2009,  pp. 326–327; author 327 331–327, DOI:10.1007/s10508-008-9423-0, PMID 18923892.
62. ↑   D. Tucker e S. J. Brakel, DSM-5 Paraphilic Diagnoses and SVP Law, in Archives of Sexual Behavior, vol. 41, n. 3, 2012,  p. 533, DOI:10.1007/s10508-011-9893-3, PMID 22218789.